# Madrid Open 2018 - Qualificazioni singolare maschile
Le qualificazioni del singolare maschile del Mutua Madrid Open 2018 sono state un torneo di tennis preliminare per accedere alla fase finale della manifestazione. I vincitori dell'ultimo turno sono entrati di diritto nel tabellone principale. In caso di ritiro di uno o più giocatori aventi diritto a questi sono subentrati i lucky loser, ossia i giocatori che hanno perso nell'ultimo turno ma che avevano una classifica più alta rispetto agli altri partecipanti che avevano comunque perso nel turno finale.

## Teste di serie
1. Taylor Fritz (ultimo turno)
2. Viktor Troicki (ultimo turno)
3. Florian Mayer (ultimo turno)
4. Pierre-Hugues Herbert (ultimo turno)
5. Nikoloz Basilašvili (qualificato)
6. Federico Delbonis (qualificato)
7. Marius Copil (qualificato)

1. Evgenij Donskoj (qualificato)
2. Denis Istomin (primo turno)
3. Mirza Bašić (ultimo turno)
4. Dušan Lajović (qualificato)
5. Nicolás Kicker (qualificato)
6. Michail Kukuškin (qualificato)
7. Michail Južnyj (ultimo turno)

## Qualificati
1. Nicolás Kicker
2. Michail Kukuškin
3. Dušan Lajović
4. Evgenij Donskoj

1. Nikoloz Basilašvili
2. Federico Delbonis
3. Marius Copil

## Tabellone

### Legenda
| - Q = Qualificato - WC = Wild card - LL = Lucky loser | - ALT = Alternate - SE = Special Exempt - PR = Protected Ranking | - w/o = Walkover - r = Ritirato - d = Squalificato |

### Sezione 1
|  | Primo turno | Primo turno                 | Primo turno    | Primo turno | Primo turno |  |  | Ultimo turno | Ultimo turno   | Ultimo turno | Ultimo turno | Ultimo turno |  |
|  |             |                             |                |             |             |  |  |              |                |              |              |              |  |
|  | 1           | Taylor Fritz                | 3              | 6           | 6           |  |  |              |                |              |              |              |  |
|  | WC          | Alejandro Davidovich Fokina | 6              | 4           | 4           |  |  | 1            | Taylor Fritz   | 2            | 6            | 3            |  |
|  |             | Jürgen Zopp                 | Jürgen Zopp    | 4           | 64          |  |  | 12           | Nicolás Kicker | 6            | 3            | 6            |  |
|  | 12          | Nicolás Kicker              | Nicolás Kicker | 6           | 7           |  |  |              |                |              |              |              |  |

### Sezione 2
|  | Primo turno | Primo turno      | Primo turno      | Primo turno | Primo turno |  |  | Ultimo turno | Ultimo turno     | Ultimo turno     | Ultimo turno | Ultimo turno |  |
|  |             |                  |                  |             |             |  |  |              |                  |                  |              |              |  |
|  | 2           | Viktor Troicki   | 4                | 6           | 7           |  |  |              |                  |                  |              |              |  |
|  | Alt         | Pedro Cachín     | 6                | 3           | 5           |  |  | 2            | Viktor Troicki   | Viktor Troicki   | 65           | 1            |  |
|  |             | Nicolas Mahut    | Nicolas Mahut    | 3           | 4           |  |  | 13           | Michail Kukuškin | Michail Kukuškin | 7            | 6            |  |
|  | 13          | Michail Kukuškin | Michail Kukuškin | 6           | 6           |  |  |              |                  |                  |              |              |  |

### Sezione 3
|  | Primo turno | Primo turno          | Primo turno          | Primo turno | Primo turno |  |  | Ultimo turno | Ultimo turno  | Ultimo turno  | Ultimo turno | Ultimo turno |  |
|  |             |                      |                      |             |             |  |  |              |               |               |              |              |  |
|  | 3           | Florian Mayer        | Florian Mayer        | 7           | 7           |  |  |              |               |               |              |              |  |
|  |             | Marcel Granollers    | Marcel Granollers    | 6(1)        | 68          |  |  | 3            | Florian Mayer | Florian Mayer | 3            | 3            |  |
|  | WC          | Daniel Gimeno Traver | Daniel Gimeno Traver | 2           | 4           |  |  | 11           | Dušan Lajović | Dušan Lajović | 6            | 6            |  |
|  | 11          | Dušan Lajović        | Dušan Lajović        | 6           | 6           |  |  |              |               |               |              |              |  |

### Sezione 4
|  | Primo turno | Primo turno           | Primo turno           | Primo turno | Primo turno |  |  | Ultimo turno | Ultimo turno          | Ultimo turno | Ultimo turno | Ultimo turno |  |
|  |             |                       |                       |             |             |  |  |              |                       |              |              |              |  |
|  | 4           | Pierre-Hugues Herbert | Pierre-Hugues Herbert | 6           | 6           |  |  |              |                       |              |              |              |  |
|  |             | Ramkumar Ramanathan   | Ramkumar Ramanathan   | 4           | 3           |  |  | 4            | Pierre-Hugues Herbert | 6            | 3            | 6            |  |
|  |             | Stefano Travaglia     | Stefano Travaglia     | 64          | 2           |  |  | 8            | Evgenij Donskoj       | 3            | 6            | 7            |  |
|  | 8           | Evgenij Donskoj       | Evgenij Donskoj       | 7           | 6           |  |  |              |                       |              |              |              |  |

### Sezione 5
|  | Primo turno | Primo turno            | Primo turno | Primo turno | Primo turno |  |  | Ultimo turno | Ultimo turno        | Ultimo turno | Ultimo turno | Ultimo turno |  |
|  |             |                        |             |             |             |  |  |              |                     |              |              |              |  |
|  | 5           | Nikoloz Basilašvili    | 4           | 3           |             |  |  |              |                     |              |              |              |  |
|  |             | Bjorn Fratangelo       | 6           | 2           | r           |  |  | 5            | Nikoloz Basilašvili | 6            | 68           | 6            |  |
|  | WC          | Nicolás Álvarez Varona | 6           | 62          | 2           |  |  | 10           | Mirza Bašić         | 4            | 7            | 3            |  |
|  | 10          | Mirza Bašić            | 3           | 7           | 6           |  |  |              |                     |              |              |              |  |

### Sezione 6
|  | Primo turno | Primo turno       | Primo turno       | Primo turno | Primo turno |  |  | Ultimo turno | Ultimo turno      | Ultimo turno      | Ultimo turno | Ultimo turno |  |
|  |             |                   |                   |             |             |  |  |              |                   |                   |              |              |  |
|  | 6           | Federico Delbonis | Federico Delbonis | 6           | 6           |  |  |              |                   |                   |              |              |  |
|  | Alt         | Miguel Semmler    | Miguel Semmler    | 4           | 1           |  |  | 6            | Federico Delbonis | Federico Delbonis | 6            | 6            |  |
|  |             | Matteo Berrettini | 6                 | 3           | 2           |  |  | 14           | Michail Južnyj    | Michail Južnyj    | 3            | 1            |  |
|  | 14          | Michail Južnyj    | 3                 | 6           | 6           |  |  |              |                   |                   |              |              |  |

### Sezione 7
|  | Primo turno | Primo turno   | Primo turno   | Primo turno | Primo turno |  |  | Ultimo turno | Ultimo turno | Ultimo turno | Ultimo turno | Ultimo turno |  |
|  |             |               |               |             |             |  |  |              |              |              |              |              |  |
|  | 7           | Marius Copil  | 6             | 3           | 6           |  |  |              |              |              |              |              |  |
|  |             | Il'ja Ivaška  | 4             | 6           | 3           |  |  | 7            | Marius Copil | 7            | 62           | 6            |  |
|  | WC          | Jaume Munar   | Jaume Munar   | 7           | 6           |  |  | WC           | Jaume Munar  | 65           | 7            | 4            |  |
|  | 9           | Denis Istomin | Denis Istomin | 65          | 0           |  |  |              |              |              |              |              |  |